# 崔維斯·米勒
崔維斯·尤金·米勒（英語：Travis Eugene Miller，1972年11月2日—）是明尼蘇達雙城隊的退役美國職業棒球大聯盟投手。他目前是俄亥俄州伊頓伊頓社區學校的運動指導員。
米勒曾就讀位於俄亥俄州新巴黎的國立開拓者中學，並為肯特州立大學打球。

## 外部連結
- 球員資訊和成績在Baseball-Reference，Fangraphs，The Baseball Cube（英文）